# Mareanivka, Krîvîi Rih
Mareanivka (în ucraineană Мар`янівка) este un sat în comuna Lozuvatka din raionul Krîvîi Rih, regiunea Dnipropetrovsk, Ucraina.

## Demografie
Componența lingvistică a localității Mareanivka
     Ucraineană (96,59%)
     Rusă (3,41%)
Conform recensământului din 2001, majoritatea populației localității Mareanivka era vorbitoare de ucraineană (96,59%), existând în minoritate și vorbitori de rusă (3,41%).